# Aeroporto di Glasgow
L'Aeroporto di Glasgow (IATA: GLA, ICAO: EGPF), conosciuto anche come Aeroporto Internazionale di Glasgow per distinguerlo dall'Aeroporto di Prestwick (che a sua volta è conosciuto come Aeroporto di Glasgow-Prestwick), è un aeroporto situato a ovest del centro della città di Glasgow, vicino alle città di Paisley e Renfrew nel Renfrewshire, Scozia.
Nel 2009 l'aeroporto ha visto transitare 7.219.700 passeggeri facendolo diventare il 2° aeroporto più trafficato della Scozia, e l'ottavo del Regno Unito. Nel 2012 i passeggeri transitati sono stati 7.157.859.
Attualmente esistono dei piani per ampliare l'aeroporto, ci si aspetta che i passeggeri sorpasseranno i 24 milioni entro il 2030.
L'aeroporto Internazionale di Glasgow è un hub per alcune compagnie: Loganair, easyJet e Flyglobespan, è anche una base per la manutenzione della compagnia British Airways.

## Trasporti a terra
L'aeroporto è attualmente collegato con il centro di Glasgow grazie ad un servizio di autobus. Questo servizio è attivo 24 ore su 24.